# Azerbaijão Ocidental (conceito político)

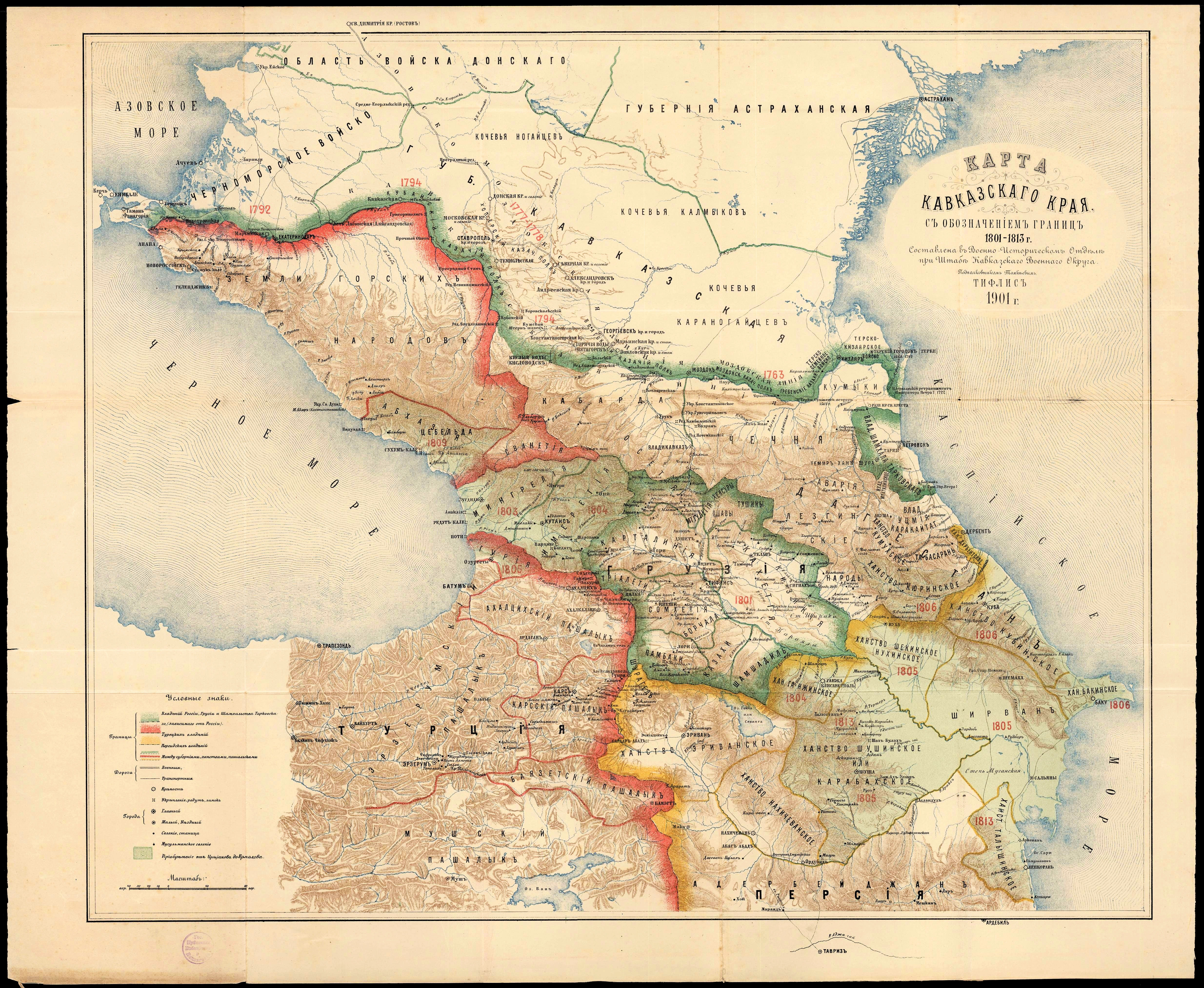
Mapa representando o Cáucaso em 1801. Criado pelas autoridades czaristas em 1901 (o mapa está em russo).

Azerbaijão Ocidental (em azeri:  Qərbi Azərbaycan) é um conceito político irredentista usado na República do Azerbaijão principalmente para se referir ao território da República da Armênia. As autoridades azerbaijanas alegam falsamente que o território da moderna república armênia foram terras que pertenceram aos azerbaijanos. As suas reivindicações baseiam-se principalmente na alegação de que o atual território armênio esteve sob o domínio de várias tribos, impérios e canatos turcos desde a Baixa Idade Média até ao Tratado de Turcamanchai (1828) assinado após a guerra russo-persa de 1826–1828. O conceito recebeu endosso oficial do governo do Azerbaijão e tem sido utilizado pelo seu atual presidente, Ilham Aliyev, que, desde cerca de 2010, faz referência regular a "Irevan" (Erevã), "Göyçə" (Lago Sevã) e "Zangazur" (Siunique)  como outrora e futuras "terras azerbaijanas". O conceito irredentista do “Azerbaijão Ocidental” está associado a outras reivindicações irredentistas promovidas por autoridades e acadêmicos azerbaijanos, incluindo a “República Goycha-Zangazur” e a “República de Irevan”.
Depois de Aliyev ter sido nomeado em 2018 pelo Partido Novo Azerbaijão como candidato presidencial, ele apelou ao "retorno dos azerbaijanos a estas terras" e estabeleceu isso como "o nosso objetivo político e estratégico, e devemos abordá-lo gradualmente". Em dezembro de 2022, o Azerbaijão iniciou sua campanha de "Grande Retorno", que ostensivamente promove o assentamento de azerbaijanos étnicos que já viveram na Armênia e em Nagorno-Karbakh. No seu discurso de inauguração no "edifício administrativo da Comunidade do Azerbaijão Ocidental" em dezembro de 2022, o Presidente Aliyev disse: "A atual Armênia é a nossa terra. Quando eu disse isto repetidamente antes, eles tentaram objetar e alegar que eu tenho reivindicações territoriais. Estou dizendo isso como um fato histórico. Se alguém puder fundamentar uma teoria diferente, que se apresente."
Desde o final da Guerra de Nagorno-Karabakh em 2020, o Azerbaijão tem promovido cada vez mais reivindicações irredentistas ao território armênio. Estas reivindicações territoriais fabricadas fazem parte da estratégia do Azerbaijão para enfraquecer os pedidos da Armênia de um estatuto especial para os armênios que vivem em Nagorno-Karabakh. Embora o Azerbaijão tente igualar os direitos do "Azerbaijão Ocidental" com os de Karabakh nas suas negociações com a Armênia, existem diferenças significativas, incluindo o facto de que atualmente vivem lá arménios de Nagorno-Karabakh. O primeiro-ministro armênio Nikol Pashinyan respondeu dizendo que seria mais correto comparar os "azerbaijanos ocidentais" com os armênios que viveram no enclave de Naquichevão, no Azerbaijão.